# Zosterops winifredae
El anteojitos serrano de las Pare (Zosterops winifredae) es una especie de ave paseriforme de la familia Zosteropidae nativa de África Oriental. 

## Taxonomía
La especie fue descrita científicamente por el zoólogo británico William Lutley Sclater en 1934. El nombre conmemora a Winifred Muriel Moreau, esposa del ornitólogo inglés Reginald Moreau.
Fue tratada anteriormente como subespecie del anteojitos serrano, pero en base al resultado de un estudio de filogenética molecular publicado en 2013, en la actualidad se considera como una especie separada.

## Distribución
Solo habita en las montañas Pare, en el noreste de Tanzania.